# Feira medieval

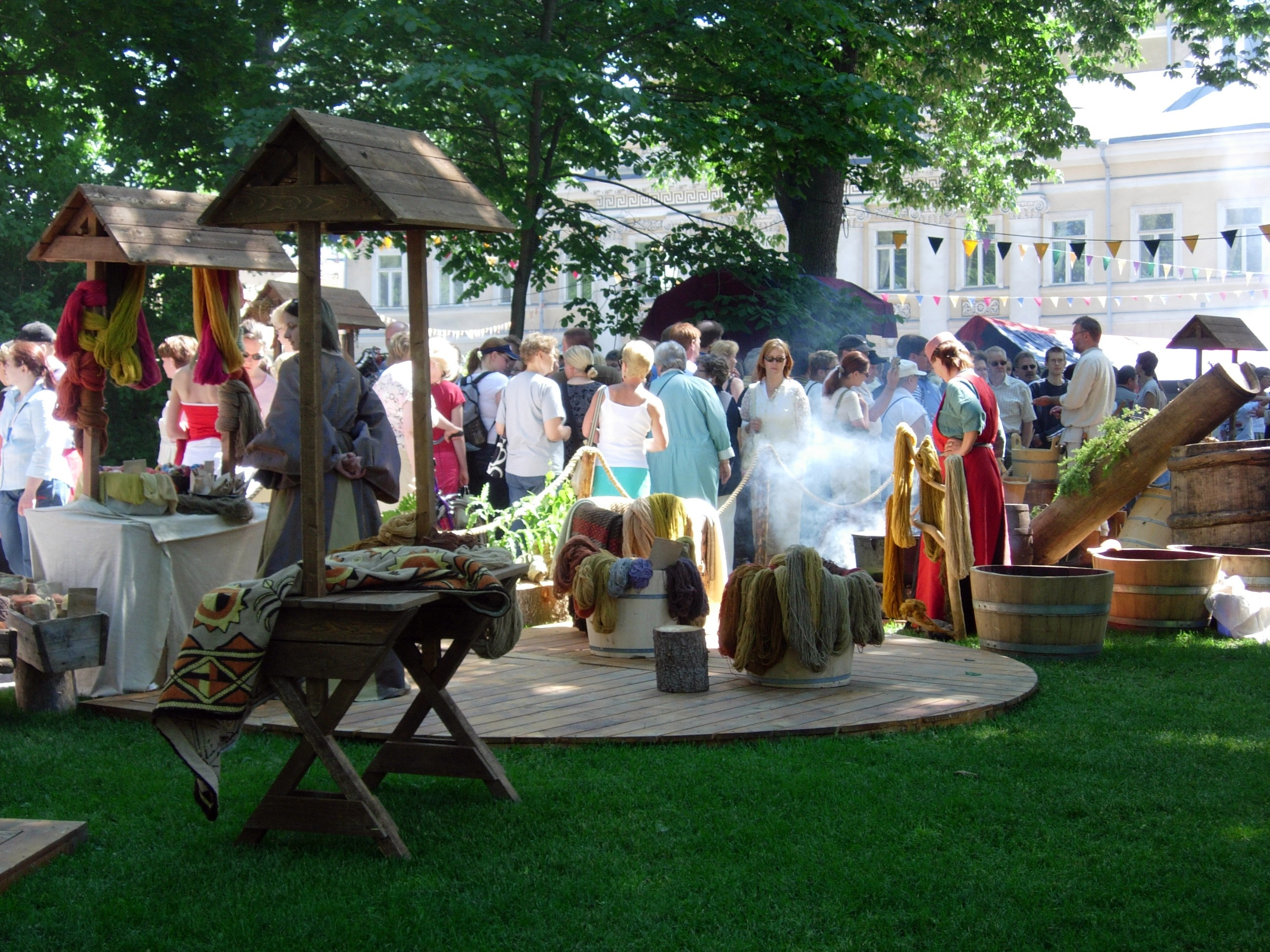
Feira medieval em Turku (Finlândia)

As feiras medievais são eventos que têm lugar em locais onde os artesãos expõem e vendem mercadorias e se faz uma espécie de encenação de uma feira da época medieval com a recriação de eventos históricos.